# منصور عیسی‌اف
منصور عیسی‌اف (روسی: Мансур Мустафаевич Исаев؛ زادهٔ ۲۳ سپتامبر ۱۹۸۶) جودوکار اهل روسیه است.
وی همچنین برندهٔ جوایزی همچون نشان دوستی شده‌است.